# New Rose Records
New Rose Records bylo francouzské nezávislé hudební vydavatelství, které vzniklo v roce 1980 ze stejnojmenného hudebního obchod, který provozovali Franzosen Patrick Mathé a Louis Thevenon v Paříži. Během osmdesátých let společnost získala celosvětovou popularitu a vedle francouzských umělců měla smlouvy i se zahraničními umělci. Vydavatelství vydávalo nahrávky širokého spektra žánrů, od klasického rocku, přes punk, post-punk, gotický rock až po elektronickou hudbu.